# Turkman Souljah
Lawand Shakur Othman (aka DJ Turkman Souljah)  er en dansk-irakisk musikproducer, DJ og komponist. Siden år 2000 har han været en toneangivende pioner inden for pladespillerisme og som musikproducer og komponist til film, tv og teater. Desuden har han udmærket sig som pianist og kapelmester gennem utallige liveoptrædener både som solist og med diverse bands.
Fra 1. januar 2024 til 31. december 2027 sidder han i Statens Kunstfonds legatudvalg for musik.

## De tidlige år
Som barn flygtede Lawand sammen med sin familie fra Irak og gennem Iran og Tyrkiet, indtil de endte i Danmark. Han tilbragte sin opvækst i blandt andet Gellerup i Århus, Fårvang og Sønderborg. I dag bor Lawand i København, hvor han også driver sit eget musikstudie.

## Karriere
Turkman Souljah fandt engang på  pladespiller i en skraldespand i en af de mange ghettoer, hvor han voksede op. Han tog den med hjem og deltog kort efter i DJ- og scratchkonkurrencer som DMC, hvor han imponerede ved at blive Danmarks mester tre gange, skandinavisk mester fem gange, europamester og repræsenterede også Danmark ved verdensmesterskaberne i mix (DMC World Championships) i perioden 2002-2004.
Udover dette lærte han sig selv at komponere, producere og spille instrumenter. Dette har resulteret i utallige koncerter, pladeudgivelser og optrædener, hvor Turkman blandt andet har turneret, spillet og udgivet musik samt fungeret som kapelmester for kunstnere som Outlandish, Marwan, CHA-D, Zaki Youssef, Topgunn, Per Vers, Ukendt Kunstner, Barbara Molekko, Xander, Kesi, Burhan G, TV2, Det Kongelige Kapel, DR Radiohusets Symfoniorkester, Odense og Århus Symfoniorkester, Raske Penge, Caroline Henderson, Liv Lykke, Ayoe Angelica med flere.
I de seneste år har Turkman bla stået for musikken for diverse teatre, biograffilm og dokumentarfilm.
Det skal nævnes at Turkman Souljah i forbindelse med sin solist eksamen på konservatoriet skrev verdens første Symfoni for pladespillere.

## Uddannelser
2003 Metropolitanskolen Gymnasium på Nørrebro.
2018 Rytmisk Musikkonservatorium: Bachelor i Lydteknik
2020 Rytmisk Musikkonservatorium: kandidat i Komposition
2022 Rytmisk Musikkonservatorium: APD og Solist i Komposition 

## Kraftperk
I 2023 Udgav Turkman Souljah sit første Solo album som hedder Kraftperk. KRAFTPERK ALBUM
Derudover har han været med på over 25 albums igennem de sidste 20 år.

## Diskografi
Primært fungerende som enten producer (Beats & Mix/Master) eller DJ (Cuts, scratches, etc.)
- Outlandish – Bread and barrels of water
- Outlandish – Closer than veins
- Outlandish - Sound of a Rebel
- Outlandish - Warrior/Worrier
- MC Clemens - Ingen Kender Dagen
- Karen – Ingen smalle steder
- Isam B - Institution
- Kontra Crew – Viva La Gadehiphop
- Flygtninge under jorden
- 4Fod – Køb Den, Stjæl Den
- Waqas – Økologik
- Kinski – Vi Taler Dansk! (2008)

## Mesterskaber
- Echler International DJ Battle 2002, førsteplads
- Echler International DJ Battle 2003, førsteplads
- Echler International DJ Battle 2004, førsteplads
- Danmarksmesterskaberne I Mix (DM I MIX) 2002, førsteplads
- Danmarksmesterskaberne I Mix (DM I MIX) 2003, førsteplads
- Danmarksmesterskaberne I Mix (DM I MIX) 2004, førsteplads
- Skandinaviens Mesterskaberne (5 gange) førsteplads